# Troglochthonius mirabilis
Troglochthonius mirabilis är en spindeldjursart som beskrevs av Beier 1939. Troglochthonius mirabilis ingår i släktet Troglochthonius och familjen käkklokrypare. Inga underarter finns listade i Catalogue of Life.